# Liste der Biografien/Gorc
Liste der Biografien |
Portal Biografien |
Personensuche
# |
A |
B |
C |
D |
E |
F |
G |
H |
I |
J |
K |
L |
M |
N |
O |
P |
Q |
R |
S |
T |
U |
V |
W |
X |
Y |
Z |
?
 
Ga |
Gb |
Gc |
Gd |
Ge |
Gf |
Gh |
Gi |
Gj |
Gk |
Gl |
Gm |
Gn |
Go |
Gp |
Gq |
Gr |
Gs |
Gu |
Gv |
Gw |
Gy |
Gz
 
Goa |
Gob |
Goc |
God |
Goe |
Gof |
Gog |
Goh |
Goi |
Goj |
Gok |
Gol |
Gom |
Gon |
Goo |
Gop |
Gor |
Gos |
Got |
Gou |
Gov |
Gow |
Goy |
Goz
 
Gora |
Gorb |
Gorc |
Gord |
Gore |
Gorf |
Gorg |
Gorh |
Gori |
Gorj |
Gork |
Gorl |
Gorm |
Gorn |
Goro |
Gorp |
Gorr |
Gors |
Gort |
Goru |
Gorv |
Gory |
Gorz
Die Liste der Biografien führt alle Personen auf, die in der deutschsprachigen Wikipedia einen Artikel haben. Dieses ist eine Teilliste mit 14 Einträgen von Personen, deren Namen mit den Buchstaben „Gorc“ beginnt.

## Gorc

### Gorce
- Gorcenski, Emily (* 1982), amerikanische Datenwissenschaftlerin und Aktivistin

### Gorch
- Gorches, Constanza (* 1998), mexikanische Tennisspielerin

### Gorci
- Gorcitza, Gabriele (* 1952), deutsche Politikerin (SPD), MdL

### Gorck
- Görck, Wilhelm (1862–1938), deutscher Jurist und Politiker (NLP, DVP), MdR
- Görcke, Max (1864–1946), deutscher Lehrer und Politiker (NLP), MdR

### Gorcz
- Görcz, Adalbert (1921–1990), österreichischer Politiker (ÖVP), Landtagsabgeordneter im Burgenland
- Gorczewicz, Rudolf (* 1923), deutscher Fußballspieler
- Gorczyca, Karolina (* 1985), polnische Film- und TheaterschauspielerinKarolina Gorczyca (* 1985)

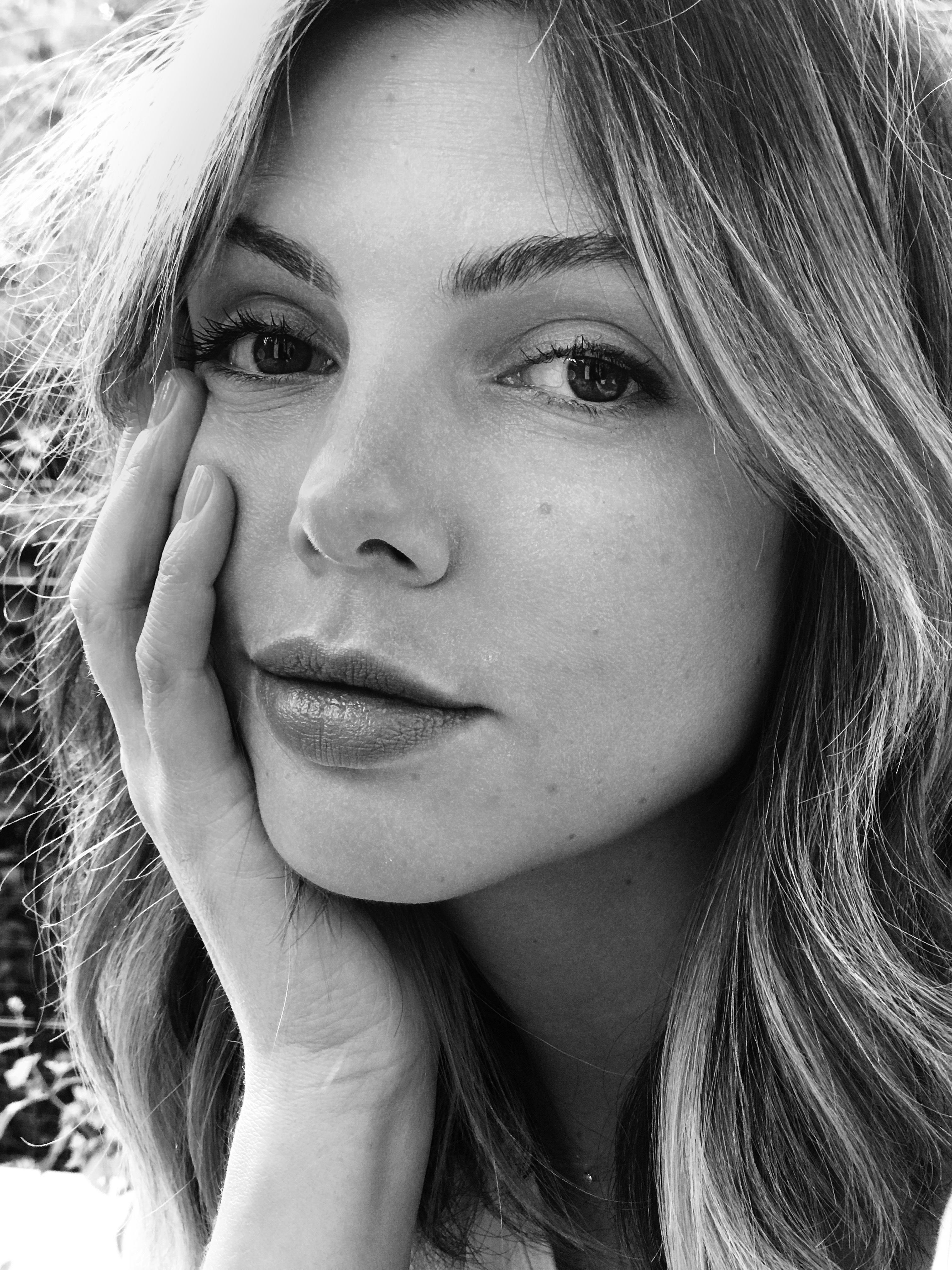
Karolina Gorczyca (* 1985)

- Gorczycki, Grzegorz Gerwazy († 1734), schlesisch-polnischer Komponist des Barock
- Górczyk, Tadeusz (1961–2020), polnischer Politiker, Sejm-Abgeordneter
- Gorczyn, Jan Aleksander (* 1618), polnischer Drucker, Verleger, Kupferstecher, Schriftsteller und Komponist
- Gorczyńska, Maria (1899–1959), polnische Schauspielerin
- Górczyński, Artur (* 1972), polnischer Politiker (Ruch Palikota), Mitglied des Sejm
- Górczyński, Michał (* 1977), polnischer Bassklarinettist, Improvisationsmusiker und Komponist